# Delia nuda
Delia nuda är en tvåvingeart som först beskrevs av Gabriel Strobl 1899.  Delia nuda ingår i släktet Delia och familjen blomsterflugor. Arten är reproducerande i Sverige. Inga underarter finns listade i Catalogue of Life.